# مسجد الجمعة كيلاكاراي
مسجد الجمعة كيلاكاراي هو مسجد الجمعة القديم في مدينة كيلاكاراي والمعروفة باسم بالايا جمعة بالي (بالتاميلية: பழைய ஜும்மா பள்ளி) أو مين كادا بالي (بالتاميلية: மீன் கடை பள்ளி)، وهو رابع أقدم مسجد في العالم وأول مسجد في الهند، يحتفظ المسجد بالتراث الإسلامي منذ أكثر من 1000 سنة، وهو موجود في مدينة كيلاكاراي وهي مدينة جنوب الهند والمعروفة بالثقافة الإسلامية، وقد بني في الفترة بين أعوام (628م - 630م) وأعيد بناؤها في عام 1036م، يعد المسجد واحد من أعظم الأمثلة على العمارة الإسلامية في جنوب الهند.

## البناء
شيد المسجد من قبل التجار اليمنيين والتجار المستوطنين في فترة ما قبل الإسلام في مملكة بانديا، والتي أمر بها بدحان (بازان بن ساسان) حاكم اليمن في القرن الأول الإسلامي، بعد أن قبل بلإسلام في الأعوام بين (628م - 630م) في عصر كافاد الثاني ابن كسرى الثاني ملك فارس، وأعيد بناء هذا المسجد في القرن الحادي عشر الميلادي بعد الحرب شهيد، هو أقدم مسجد في الهند، ومن بين أشهر الناس الذين زاروا المسجد بازان بن ساسان وتميم بن زيد الأنصاري وابن بطوطة ونقور عبد القدير وأرفادي إبراهيم صاحب والسلطان العثماني مراد وغيرهم من العلماء المسلمين، وقال ابن بطوطة في مذكرات سفره: «هو مكان من حيث الأكثر العربية المستوطنه وانه تفاجأ عندما شاهدهم يعيشون كما هو الحال في الأراضي العربية».

## الهيكل
يبدو المسجد للمشاهد مثل المعبد من الخارج والداخل، ولكن ليس لديه أي معبود أو صورة شخص نحتت على أعمدة أو جدران المسجد، ويوجد في المسجد المحراب المنحوت على الجدار مثل كل المساجد لتحديد اتجاه الصلاة والقبلة، والتي هي الدليل الوحيد الذي يشير إلى أنه مسجد.

## معرض الصور

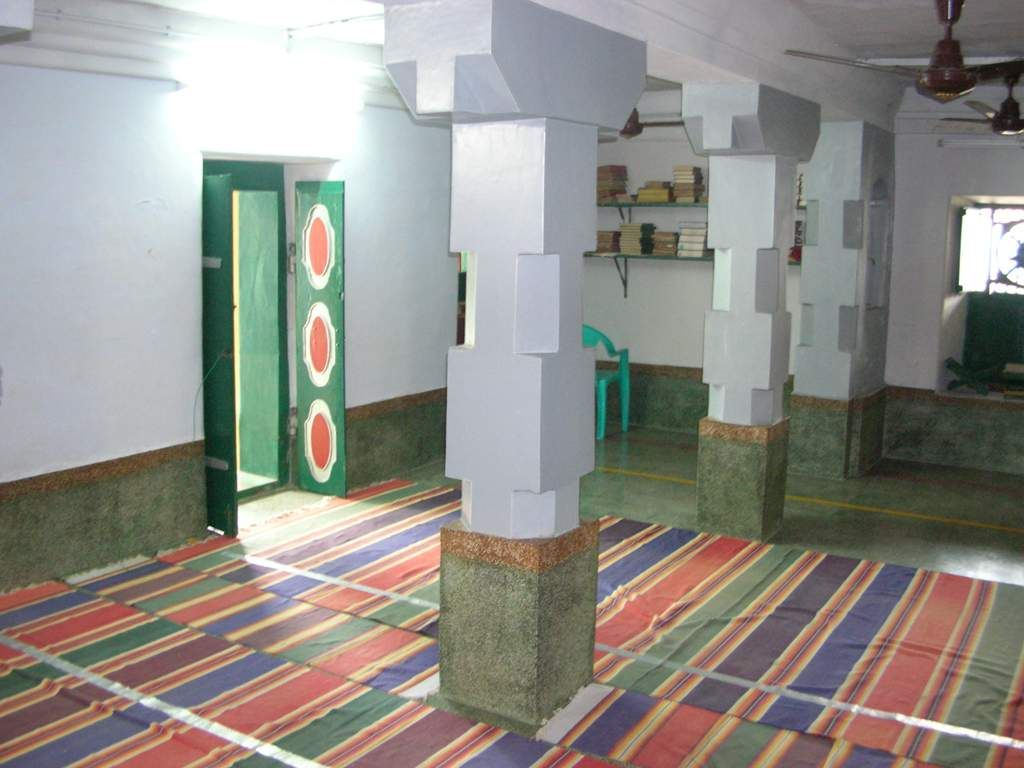
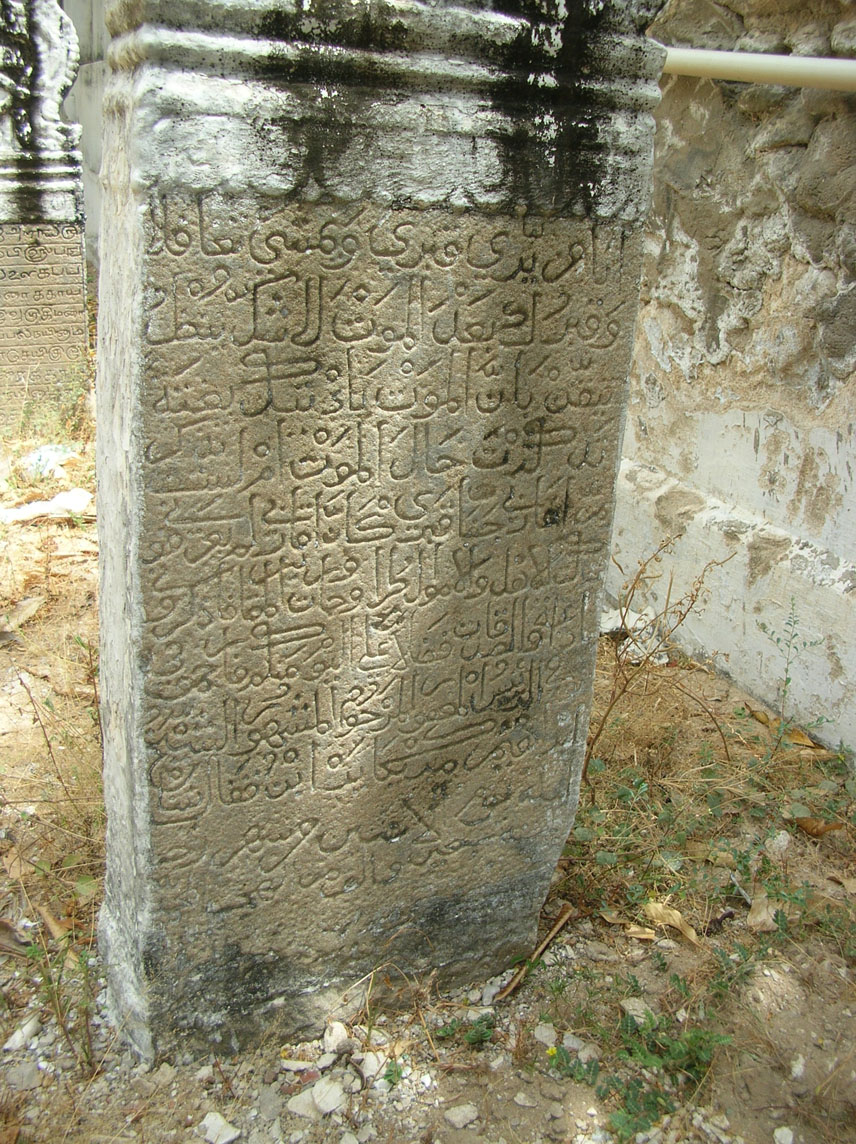